# Milionia dulitana
Milionia dulitana är en fjärilsart som beskrevs av Rothschild 1897. Milionia dulitana ingår i släktet Milionia och familjen mätare. Inga underarter finns listade i Catalogue of Life.